# Les Naufragés de l'escalator
 (juillet 2025).
Motif : Absence de sources
- Archive Wikiwix
- Bing
- Cairn
- DuckDuckGo
- E. Universalis
- Gallica
- Google
- G. Books
- G. News
- G. Scholar
- Persée
- Qwant
- (zh) Baidu
- (ru) Yandex
- (wd) trouver des œuvres sur Wikidata

| 1. | Préciser le motif de la pose du bandeau. | Précisez le motif de la pose du bandeau en utilisant la syntaxe suivante : {{admissibilité à vérifier\|date=juillet 2025\|motif=remplacez ce texte par le motif}}                                 |
| 2. | Informer les utilisateurs concernés.     | Pensez à avertir le créateur de l'article, par exemple, en insérant le code ci-dessous sur sa page de discussion : {{subst:avertissement admissibilité à vérifier\|Les Naufragés de l'escalator}} |

Les Naufragés de l'escalator est une série de bande dessinée franco-belge créée en 1973 par Antoinette Collin et Jean-Marie Brouyère  dans le no 1860 du journal Spirou.

## Univers

### Synopsis
Pastille, en essayant de se venger de son ancien employeur (un centre commercial), embarque ses amis dans d'étranges aventures.

## Publication

### Albums
Il n'y a pas eu d'Album pour cette BD.[réf. nécessaire]

### Revues
Spirou no 1860, 1862, 1865 (couverture), 1869, 1876, 1886, 1921-1938